# カルパス

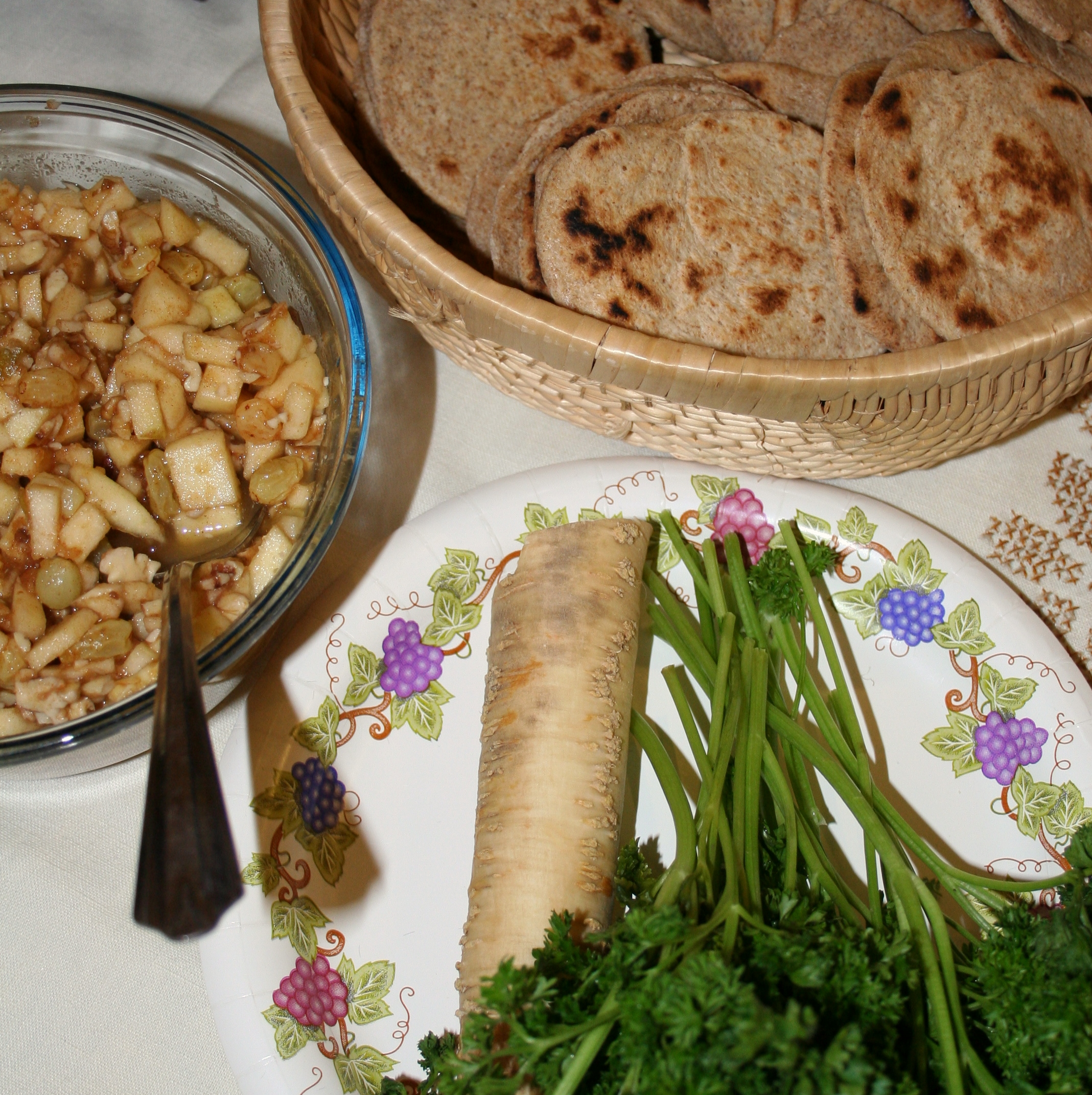
セーデルの食卓の一例。右下のパセリがカルパス

カルパス（karpas、ヘブライ語：כרפס）とは、過越のセーデルに出される儀式的な食事の一つで、パセリやセロリなどの野菜を塩水に浸して食べるというもの。カルパスという語はギリシャ語のカルポス（ギリシア語: καρπός）に由来し、新鮮な生野菜を意味する。
野菜を塩水に浸すことについては様々な解釈があり、「出エジプト記」における紅海横断の象徴であるとか、野菜は聖書に書かれたヒソプの代わりであるとか、塩水はユダヤ人が奴隷制度の下で流した涙であるとか、ヨセフの衣が血に塗れていたことに因むなどと説明される。